# Следващото карате хлапе
„Следващото карате хлапе“ (на английски: The Next Karate Kid) е американски игрален филм (драма, екшън) от 1994 г. на режисьора Кристофър Кейн, по сценарий на Марк Лий. Музиката е композирана от Бил Конти. Във филма участват Пат Морита и Хилари Суонк. Неговите продължения са „Карате кид“ (1984), „Карате кид 2“ (1986), „Карате кид 3“ (1989) и „Карате кид“ (2010).

## Дублаж
| Преводач            | Венета Маринова                                           |
| Режисьор на дублажа | Яна Янева                                                 |
| Тонрежисьор         | Борис Драганов                                            |
| Озвучаващи артисти  | Татяна Захова Бояна Минковска Тодор Николов Симеон Владов |

## Филми от поредицата за „Карате кид“
Поредицата „Карате кид“ включва 6 филма:
- „Карате кид“ (1984)
- „Карате кид 2“ (1986)
- „Карате кид 3“ (1989)
- „Следващото карате хлапе“ (1994)
- „Карате кид“ (2010)
- „Карате Кид: Легенди“ (2025)